# Isolueshite
L'isolueshite (simbolo IMA: Isl) è un minerale molto raro del supergruppo della perovskite, all'interno del quale viene collocato nel gruppo delle perovskiti stechiometriche e da lì al sottogruppo della perovskite; appartiene alla famiglia minerale degli "ossidi e idrossidi" e possiede composizione chimica NaNbO3.
Il minerale è un polimorfo di lueshite, natroniobite e pauloabibite, oltre a essere l'analogo del sodio della goldschmidtite, dominata dal potassio (KNbO3).

## Etimologia e storia
L'isolueshite è stata scoperta per la prima volta nella miniera di apatite di Kirovsky (in russo: Кировский рудник), sui monti Chibiny (Russia). Il minerale è stato descritto per la prima volta da Anton Chakhmouradian, Viktor Yakovenchuk, Roger H. Mitchell e Alla Bogdanova, che si riferivano al minerale come isolueshite per via sistema cristallino, che in questo caso è cubico (detto anche isometrico), all'isotropia ottica e alla sua relazione con la lueshite.
Nel 1995, il team di mineralogisti inviò i risultati dei suoi test e il nome scelto all'Associazione Mineralogica Internazionale (IMA) con numero di registrazione 1995-024) per la revisione, che riconobbe l'isolueshite come specie minerale indipendente.
Il campione tipo dell'isolueshite è esposto nel Museo Minerario dell'Istituto Minerario con il n. di catalogo 3007 e nel Museo Mineralogico dell'università statale di San Pietroburgo con il numero di catalogo 1/18271.

## Classificazione
Nella classica nona edizione della sistematica dei minerali di Strunz, aggiornata dall'Associazione Mineralogica Internazionale (IMA) fino al 2009, l'isolueshite è elencata nella classe "4. Ossidi (idrossidi, V[5,6] vanadati, arseniti, antimoniti, bismutiti, solfiti, seleniti, telluriti, iodati)" e da lì nella sottoclasse "4.C Metallo:Ossigeno = 2:3, 3:5 e simili"; questa viene più finemente suddivisa in base al rapporto metallo:ossigeno e alla dimensione dei cationi coinvolti, in modo da trovare l'isolueshite nella sezione "4.CC Con cationi di media e grande dimensione" dove forma il sistema nº 4.CC.35 insieme a loparite-(Ce) (oggi loparite), macedonite, nioboloparite e tausonite.
Tale classificazione viene mantenuta invariata anche nell'edizione successiva, proseguita dal database "mindat.org" e chiamata Classificazione Strunz-mindat nella quale, oltre ai minerali già citati, fa la sua comparsa la panguite.
Nella Sistematica dei lapis (Lapis-Systematik) di Stefan Weiß l'isolueshite si trova nella classe degli "ossidi" e nella sottoclasse degli "ossidi con rapporto metallo:ossigeno = 2:3 (M2O3 e composti correlati)"; qui forma la "serie della perovskite" con il numero di sistema IV/C.10 insieme a perovskite, megawite, lakargiite, latrappite, barioperovskite, tausonite, loparite, pauloabibite, lueshite, natroniobite, macedonite e vapnikite.
Anche la classificazione dei minerali secondo Dana, usata principalmente nel mondo anglosassone, elenca l'isolueshite nella famiglia degli "ossidi e idrossidi"; qui è nella classe degli "ossidi semplici con carica cationica 3+ (A2O3)" dove forma il "gruppo della perovskite" con il numero di sistema 04.03.03 insieme a perovskite, latrappite, lueshite e tausonite.

## Abito cristallino
L'isolueshite cristallizza nel sistema cubico nel gruppo spaziale Pm3m (gruppo nº 221) con la costante di reticolo a = 3,9045(5) Å.

## Chimica
La composizione teorica dell'isolueshite pura (NaNbO3) è costituita dal 14,027% di sodio (Na), dal 56,687% di niobio (Nb) e dal 29,286% di ossigeno (O).
Tuttavia, l'analisi del campione tipo ha rivelato anche miscele estranee di titanio (Ti), calcio (Ca), stronzio (Sr), torio (Th) e le terre rare lantanio (La) e cerio (Ce), nonché tracce di potassio (K), tantalio (Ta) e le terre rare praseodimio (Pr), neodimio (Nd) e samario (Sm). Sulla base di tre ioni ossigeno, la composizione empirica media:
{\displaystyle {\ce {(Na_{0,73}, Ca_{0,08}, La_{0,05}, Ce_{0,03}, Sr_{0,03}, Th_{0,01})_{\Sigma = 0,93}(Nb_{0,66}, Ti_{0,35})_{\Sigma = 1,01}O_{3,00}}}}
è stata calcolata e idealizzata nella formula (Na,Ca,La)(Nb,Ti)O3.

## Origine e giacitura
L'isolueshite è stata trovata in una vena di pegmatite alterata idrotermalmente in ijolite-urtite; probabilmente è un polimorfo temprato di lueshite, formatosi per rapida cristallizzazione dopo un improvviso calo di temperatura e/o pressione.
L'isolueshite è un minerale molto raro ed è stata trovata solo nella sua località tipo, la miniera di apatite di "Kirovskii" (67.66667°N 33.71667°E) sui monti Chibiny (nell'oblast' di Murmansk, Russia), e a Candelaria sull'isola di Tenerife (Spagna).

## Forma in cui si presenta in natura
L'isolueshite si forma in cristalli di dimensioni fino 0,7 mm.
Il minerale è opaco con lucentezza adamantina. Il colore è nero-brunastro e quello del suo striscio è giallo pallido.

## Proprietà
In contrasto con il suo colore superficiale nero-brunastro, Isolueshit appare bluastro con riflessi interni bruno-rossastri al microscopio a luce riflessa.
La microdurezza di isolueshite con una forza di prova di 70 g è compresa tra 544 e 616 secondo {110} e 479-544 secondo {100}. Ciò corrisponde a una durezza Vickers media di 580 e una durezza Mohs di 5,5.